# Puruhá
Puruhá, pleme američkih Indijanaca nastanjeno još iz vremena konkviste u ekvadorskim Andama. Jezik ovog naroda je nestao a nema ni pisanih tragova. U vrijeme španjolske konkviste Puruhá su bili uzgajivači kukuruza, graha, tikava i krumpira. Lov je također bio zastupljen. Kuće im bijahu oblijepljene blatom, prekrivene i razasute po planinskim padinama. Za Puruhe vrijedi da su bili vješti tkalci pamuka. Muška odjeća bijaše ogrtač, a za žene se ne zna. Politički su bili organizirani pod vodstvom lokalnih poglavica i regionalnog kralja. Vjerovali su u dva tamošnja vulkana, Chimborazo, kojemu su prinosili ljudske žrtve i Tungurahua. 
Puruhe su kečuanizirani, odnosno jezik puruhá je izumro do kraja 17. stoljeća. Paul Rivet (1924) njihov jezik vodi kao nezavisnu porodicu. Moguća srodnost s jezikm canyari (Lyle Campbell, Terrence Kaufman). Charles A. Zisa (1970. klasificira ga u porodicu yuncan, i preko nje u yunca-puruhan i macro chibchan i Terrence Kaufman (2007) u porodicu chimuan

## Vanjske poveznice
- Ceci: Sustainable Economics  Arhivirana inačica izvorne stranice od 26. kolovoza 2006. (Wayback Machine)
- Chimborazo Province / History  Arhivirana inačica izvorne stranice od 28. rujna 2007. (Wayback Machine)